# Windows Runtime
Windows Runtime (též WinRT) je architektura aplikací obsažena v operačním systému Windows 8. WinRT podporuje vývoj aplikací v C++, v řízených jazycích C#, VB.NET a v JavaScriptu. Aplikace pro WinRT nativně podporují architektury x86 i ARM a běží v uzavřeném prostředí, což má umožnit vyšší bezpečnost a stabilitu. WinRT bude také částí nadcházejícího operačního systému Windows Phone 8.